# 国家統一委員会
国家統一委員会（こっかとういついいんかい、國家統一委員會）とは、中国統一と台湾海峡両岸の関係発展のために設置された中華民国の組織の一つ。
1990年10月7日に李登輝総統によって設置され、2006年2月27日に陳水扁総統によって国家統一綱領と共に停止が決定された。